# Stefano Reale
Stefano Reale (Roma, 21 settembre 1981) è un golfista italiano.

## Carriera
È diventato professionista nel 2000. È stato il primo vincitore della money list nell'Alps Tour, quando il circuito ha visto la luce nel 2001. Quell'anno conquistò un titolo, poi fece il bis nel 2004.
È stato uno dei giocatori più forti d’Italia e d’Europa.
Il suo nome è sempre stato affiancato a grandi big del mondo del golf, giocando e contribuendo nei successi del team EGA insieme a : Sergio Garcia, Justin Rose, Nicolas Colsaert, Paul Casey, Mikko Illonen e molti altri. 
Ha giocato sul circuito Europeo dal 2001 al 2012.
Membro della squadra Nazionale professionisti ha portato i colori dell’Italia in giro per il mondo.
Erede di Rocca con un fisico da Marines ha fatto parlare di se per molti anni fino a lasciare il circuito prefessionistico dedicandosi oggi all’insegnamento presso la scuola di famiglia Reale Golf School.
Scuola leader in Italia nell’insegnamento di questa meravigliosa disciplina.